# Näsby socken, Västmanland
Näsby socken i Västmanland ingick i Fellingsbro härad, uppgick 1955 i Frövi köping och området ingår sedan 1971 i Lindesbergs kommun i Örebro län och motsvarar från 2016 Näsby distrikt.
Socknens areal var 68,15 kvadratkilometer, varav 57,08 land. År 2000 fanns här 3 171 invånare. Tätorten och kyrkbyn Frövi med sockenkyrkan Näsby kyrka ligger i socknen. 
År 1840 fanns här 1 000 invånare, fördelade på 163 hushåll.

## Namnet
Namnet (1330-talet Näsby) kommer från kyrkbyn och innehåller näs och by, 'gård; by'. Byn ligger på ett näs i sjön Väringen.

## Administrativ historik

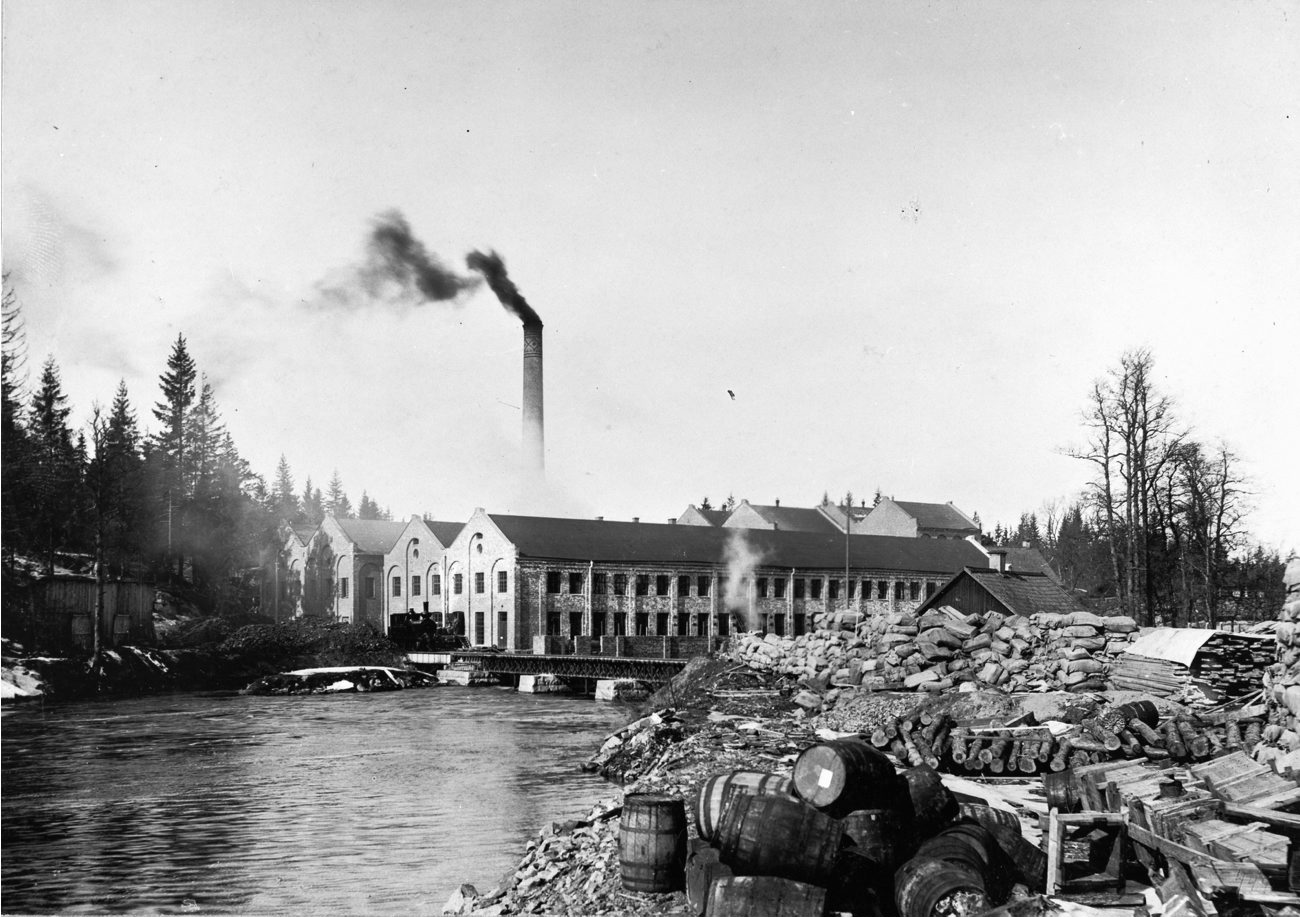
Frövifors pappersbruk omkring år 1900

Näsby socken har medeltida ursprung.
Vid kommunreformen 1862 övergick socknens ansvar för de kyrkliga frågorna till Näsby församling och för de borgerliga frågorna till Näsby landskommun. Landskommunen ombildades 1955 till Frövi köping som 1971 uppgick i Lindesbergs kommun.
1 januari 2016 inrättades distriktet Näsby , med samma omfattning som församlingen hade 1999/2000.
Socknen har tillhört fögderier, tingslag och domsagor enligt vad som beskrivs i artikeln Fellingsbro härad.  De indelta soldaterna tillhörde Västmanlands regemente, Kungsörs kompani och Livregementet till fot.

## Geografi
Näsby socken ligger nordost om Örebro, kring Fröviån och sjön Väringen. Socknen har slättbygd i söder och skogsbygd i norr.

## Fornlämningar
Från stenåldern finns lösfynd och ett gravfält från järnåldern är känd.

## Befolkningsutveckling
| Befolkningsutvecklingen i Näsby socken, Västmanland 1760–1990                                           | Befolkningsutvecklingen i Näsby socken, Västmanland 1760–1990 | Befolkningsutvecklingen i Näsby socken, Västmanland 1760–1990 | Befolkningsutvecklingen i Näsby socken, Västmanland 1760–1990 | Befolkningsutvecklingen i Näsby socken, Västmanland 1760–1990 |
| --- | ------------------------------------------------------------- | ------------------------------------------------------------- | ------------------------------------------------------------- | ------------------------------------------------------------- |
| |                                                               |                                                               |                                                               |                                                               |
| År |                                                               |                                                               | Folkmängd                                                     |                                                               |
| 1760 | 1760                                                          |                                                               | 613                                                           |                                                               |
| 1769 | 1769                                                          |                                                               | 584                                                           |                                                               |
| 1780 | 1780                                                          |                                                               | 546                                                           |                                                               |
| 1790 | 1790                                                          |                                                               | 756                                                           |                                                               |
| 1800 | 1800                                                          |                                                               | 795                                                           |                                                               |
| 1810 | 1810                                                          |                                                               | 813                                                           |                                                               |
| 1820 | 1820                                                          |                                                               | 770                                                           |                                                               |
| 1830 | 1830                                                          |                                                               | 904                                                           |                                                               |
| 1840 | 1840                                                          |                                                               | 1 000                                                         |                                                               |
| 1850 | 1850                                                          |                                                               | 1 015                                                         |                                                               |
| 1860 | 1860                                                          |                                                               | 1 122                                                         |                                                               |
| 1870 | 1870                                                          |                                                               | 1 206                                                         |                                                               |
| 1880 | 1880                                                          |                                                               | 1 283                                                         |                                                               |
| 1890 | 1890                                                          |                                                               | 1 268                                                         |                                                               |
| 1900 | 1900                                                          |                                                               | 1 417                                                         |                                                               |
| 1910 | 1910                                                          |                                                               | 2 019                                                         |                                                               |
| 1920 | 1920                                                          |                                                               | 2 301                                                         |                                                               |
| 1930 | 1930                                                          |                                                               | 2 441                                                         |                                                               |
| 1940 | 1940                                                          |                                                               | 2 165                                                         |                                                               |
| 1950 | 1950                                                          |                                                               | 2 580                                                         |                                                               |
| 1960 | 1960                                                          |                                                               | 2 903                                                         |                                                               |
| 1970 | 1970                                                          |                                                               | 3 111                                                         |                                                               |
| 1980 | 1980                                                          |                                                               | 3 251                                                         |                                                               |
| 1990 | 1990                                                          |                                                               | 3 244                                                         |                                                               |
| Anm: Källor: Umeå universitet - Tabellverket 1749-1859, Demografiska databasen, CEDAR, Umeå universitet |                                                               |                                                               |                                                               |                                                               |